# Tour della nazionale maschile di rugby a 15 della Francia 1997
Nel periodo tra le edizioni della Coppa del Mondo di rugby del 1991 e del 1999, la nazionale di rugby XV della Francia si è recata varie volte in tour oltremare.
Nel 1997, prima si reca in Romania per un test singolo, poi parte alla volta dell'Australia.

## In Romania
| Arbitro: | Claudio Giacomel |

| |            | |
| Gontineac, Radoi | mt         | Bernat-Salles 2, Lievremont Merle, Penaud Venditti 2, Viars 2 |
| Nichitean 2 | tr         | Lamaison 2, Viars |
| Nichitean 2 | c.p.       | |
| 15.Vasile Brici 14.Gheorghe Solomie 13.Gabriel Brezoianu 12.Romeo Gontineac 11.Lician Colceriu 10.Neculai Nichitean (cap) 9.Vasile Flutur 8.Tiberiu Brinza 7.Adrian Girbu 6.Florin Corodeanu 5.Vasile Nedelcu 4.Cristian Branescu 3.Dragos Niculae 2.Margarit Radoi 1.Leodor Costea sostituti: Constantin Stan Christian Gheorghe Constantin Dragnea Alex Manta | Formazioni | 15.Jean-Luc Sadourny 14.Philippe Bernat-Salles 13.Christophe Lamaison 12.David Dantiacq 11.David Venditti 10.Alain Penaud 9.Frederic Torossian 8.Abdelatif Benazzi (cap.) 7.Marc Lièvremont 6.Fabien Pelous 5.Olivier Brouzet 4.Olivier Merle 3.Franck Tournaire 2.Raphaël Ibañez 1.Didier Casadei sostituti: Sébastien Viars Olivier Magne David Aucagne Philippe Carbonneau David Laperne Marc dal Maso |

## In Australia
Poche settimane dopo la Francia si reca in Australia, vince i primi due match contro ACT e Queensland poi perde con l'Australia e gli Australian Barbarians (all'epoca la seconda nazionale australiana).

### Risultati
| Canberra 13 giugno 1997 | ACT Southern NSW RU | 22 – 31 | Francia XV | Canberra Stadium |

| Brisbane 17 giugno 1997, ore 19:30 UTC+10 | Queensland | 24 – 34 | Francia XV | Ballymore |

Nel primo test contro l'Australia i Francesi vanno incontro ad una sconfitta maturata in dodici minuti del secondo tempo in una maniera inconsueta: Mitch Hardy esordiente tra i Wallabies viene inviato in campo per sostituire temporaneamente Stephen Larkham, che ferito al volto era fuori per medicazioni. Dodici minuti nei quali Hardy segna due mete, sblocca un match al momento in parità (15-15) e nel quale l'Australia, aveva risposto alle due mete francesi con 5 calci di John Eales.
| Arbitro: | C. Thomas |

|                                             |           |                                                                |
| mete: Hardy 2 trasf.: Eales 2 c.p.: Eales 5 | Marcatori | mete: Bernat-Salles, Castaignede trasf.: Dourthe c.p.: Dourthe |

 Il match successivo è contro i Barbarians Australiani (di fatto la seconda squadra nazionale), vede ancora Mitch Hardy sugli scudi. La rivelazione del match precedente si conferma anche nel ruolo di titolare e realizza la meta decisiva in un match assai equilibrato, deciso da un calcio di punizione nel recupero.
| Newcastle 25 giugno 1997 | Australian Barbarians | 26 – 24                           | Francia XV | Gardens Greyhound |
| \| \| \| \| \| Mitch Hardy \| mt \| D Dantiacq, D Casadei, C Lamaison \| \| S Viars, R Dourthe \| tr \| \| \| C Warner 6, M Edmonds \| c.p. \| Viars, Dourthe. \| |                       |                                   |            |                   |
| |                       |                                   |            |                   |
| Mitch Hardy | mt                    | D Dantiacq, D Casadei, C Lamaison |            |                   |
| S Viars, R Dourthe | tr                    |                                   |            |                   |
| C Warner 6, M Edmonds | c.p.                  | Viars, Dourthe.                   |            |                   |

Anche il secondo test ufficiale vede gli australiani prevalere sui francesi con tre mete a una.

| Arbitro: | Clayton Thomas |

|                       |      |               |
| Harry, J.Little, Tune | mt   | T.Castaignede |
| Eales                 | tr   | Lamaison      |
| Eales 3               | c.p. | Lamaison 4    |